# 杰西卡·德里克
杰西卡·德里克（英語：Jessica Drake，1974年10月14日—）是一名美国女性色情片演员，生于德克萨斯州圣安东尼奥。

## 早年
杰西卡早年生活在许多不同的城市，其中包括圣安东尼奥和艾尔帕索。在得克萨斯大学艾尔帕索分校主修心理学期间，她报名参加了当地的脱衣舞俱乐部，在她申请另外一家俱乐部时结识了成人电影导演Michael Raven。经过Raven和他的妻子Sydnee Steele的介绍，杰西卡开始进入色情行业，出现在色情杂志和花花公子电视中，最后从事了色情电影的拍摄。

## 成人影星期间
1999年，杰西卡·德里克开始拍摄自己第一部色情电影，导演为Michael Raven。
2001年，获得个人生涯的第一座成人影带新闻奖。
2005年，获得成人影带新闻奖最佳女主角。

## 私人生活
杰西卡·德雷克第一任丈夫是色情明星伊万·斯东 (Eva Stone)，二人于2002年结婚，但他们在2004年离婚。目前，杰西卡与色情明星导演布拉德·阿姆斯特朗（Brad Armstrong）交往。

## 所获奖项
- 2001年成人影带新闻奖 - 最佳挑逗奖[3]
- 2002年夜遊成人娱乐奖（英语：NightMoves Adult Entertainment Award） – 最佳女演員[4]
- 2003年成人明星杂志消费者选择奖 -  Best Overall Actress[4]
- 2005年成人影带新闻奖 - 最佳口交场景
- 2005年成人影带新闻奖 - 最佳女主角[5]
- 2005年XRCO奖 - 最佳女主角[6]
- 2006年Eroticline奖 - 最佳女演员奖[7]
- 2007年成人影带新闻奖 - 最佳女主角[8]
- 2007年成人影带新闻奖 - 最佳所有女孩的场景[8]
- 2008年Eroticline奖 - 杰出成就奖[9]
- 2009年成人影带新闻奖 - 最佳女主角[10]
- 2009年成人影带新闻奖 - 最佳双人性爱场面[10]
- 2009年XRCO奖 - 最佳女主角[11]
- 2010年入选成人影带新闻奖名人堂[12]
- 2010年成人影带新闻奖 - 最佳群交场景[13]
- 2011年入选XRCO奖名人堂[14]
- 2014年成人影帶新聞獎 – 最佳安全性愛場景 – Sexpionage: The Drake Chronicles[15]

## 圖集

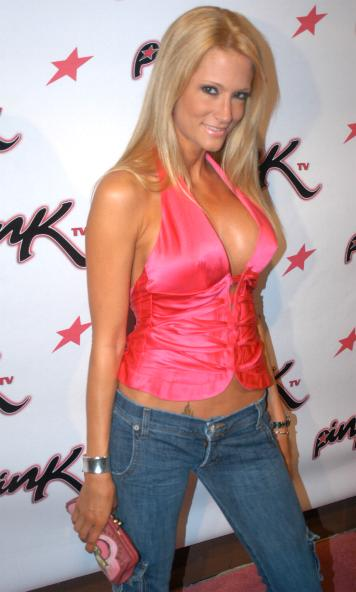
德里克，攝於2005年
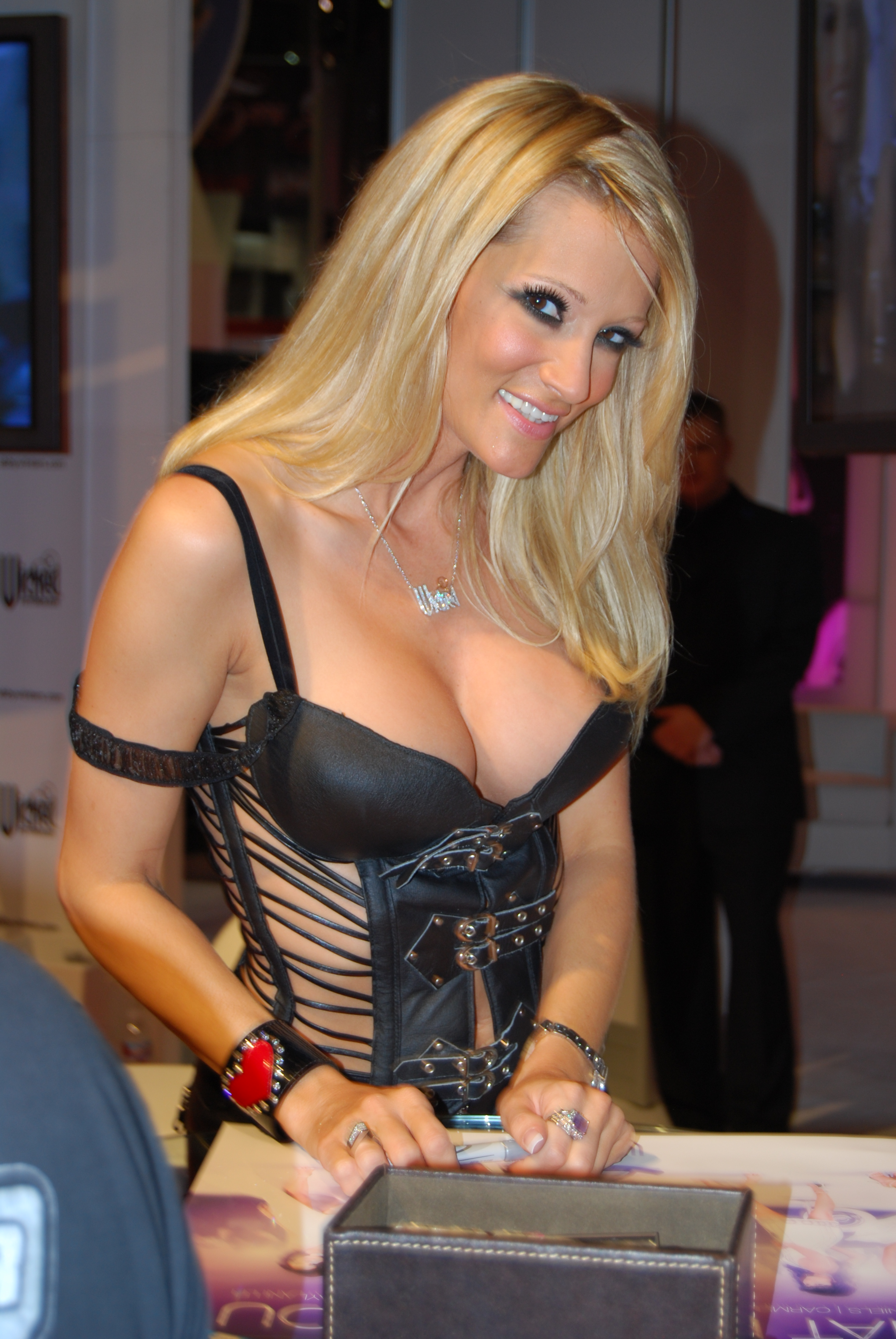
德里克，攝於2008年
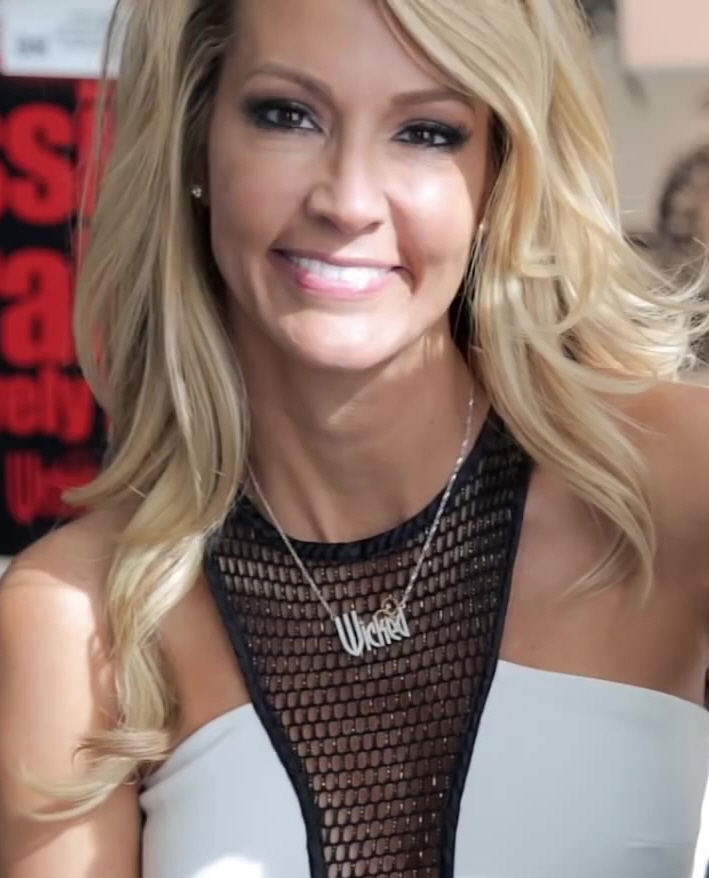
德里克，攝於2015年